# دتوماسو پانترا
دتوماسو پانترا (به انگلیسی: De Tomaso Pantera) یک خودروی اسپرت موتور وسط است که توسط خودروساز ایتالیایی دتوماسو از سال ۱۹۷۱ تا ۱۹۹۲ تولید شده است. پانترا در ایتالیایی برای «پنتر»، محبوب‌ترین مدل این خودروساز بود که بیش از ۷٬۰۰۰ دستگاه در طول بیست سال تولید خود تولید کرد. بیش از سه چهارم تولید توسط نمایندگی‌های لینکلن - مرکوری آمریکا از سال ۱۹۷۲ تا ۱۹۷۵ فروخته شد. پس از پایان این قرارداد، د توماسو به تولید خودرو در تعداد کمتری تا اوایل دهه ۱۹۹۰ ادامه داد.

## تاریخچه
پانترا توسط شرکت طراحی ایتالیایی کاروزریا گیا طراح آمریکایی‌تبار تام تااردا طراحی شد و جایگزین مانگوستا شد. برخلاف مانگوستا که از یک شاسی ستون فقرات فولادی استفاده می‌کرد، شاسی پانترا از یک طرح مونوکوک فولادی بود، اولین نمونه از دتوماسو با استفاده از این تکنیک ساخت.

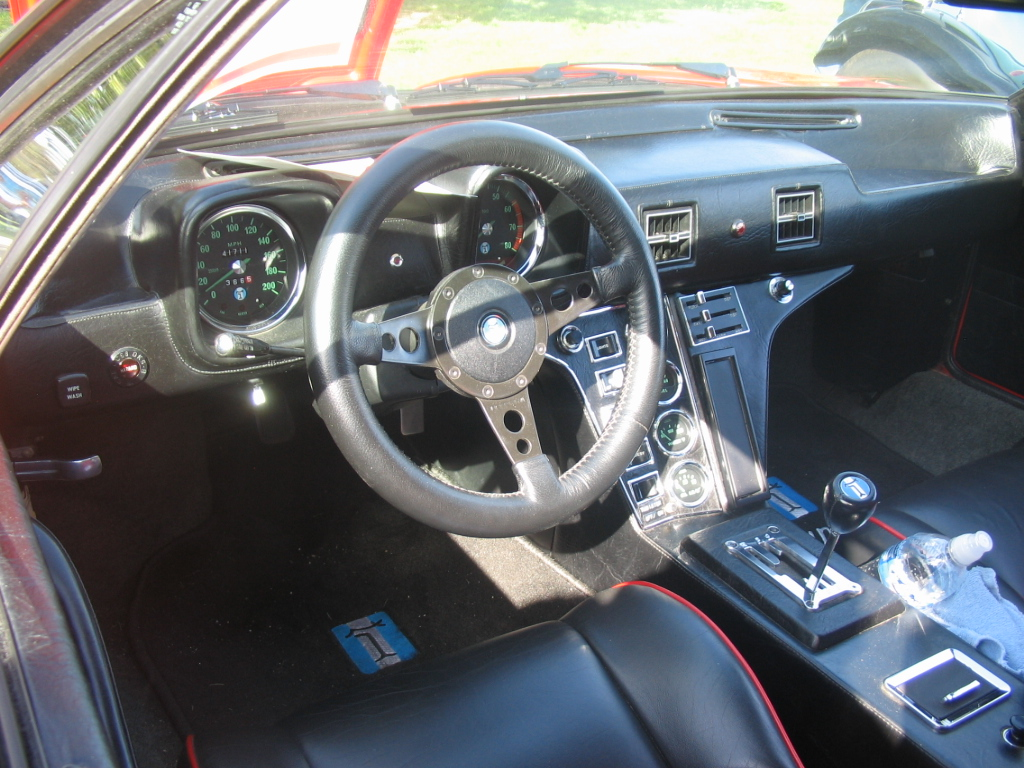
داخلی (مدل ۱۹۷۲)

این خودرو در مارس ۱۹۷۰ در مودنا عرضه شد و چند هفته بعد در نمایشگاه خودروی نیویورک ۱۹۷۰ ارائه شد. تقریباً یک سال بعد اولین خودروهای تولیدی فروخته شد و تولید به سه دستگاه در روز افزایش یافت. د توماسو حقوق پانترا را به فورد فروخت، فورد که قرار بود خودروها را در ایالات متحده از طریق نمایندگی‌های لینکلن-مرکوری خود توزیع کند، در حالی که آلخاندرو دی توماسو حقوق فروش پانترا در اروپا را حفظ کرد.

## آرس دیزاین پروجکت۱

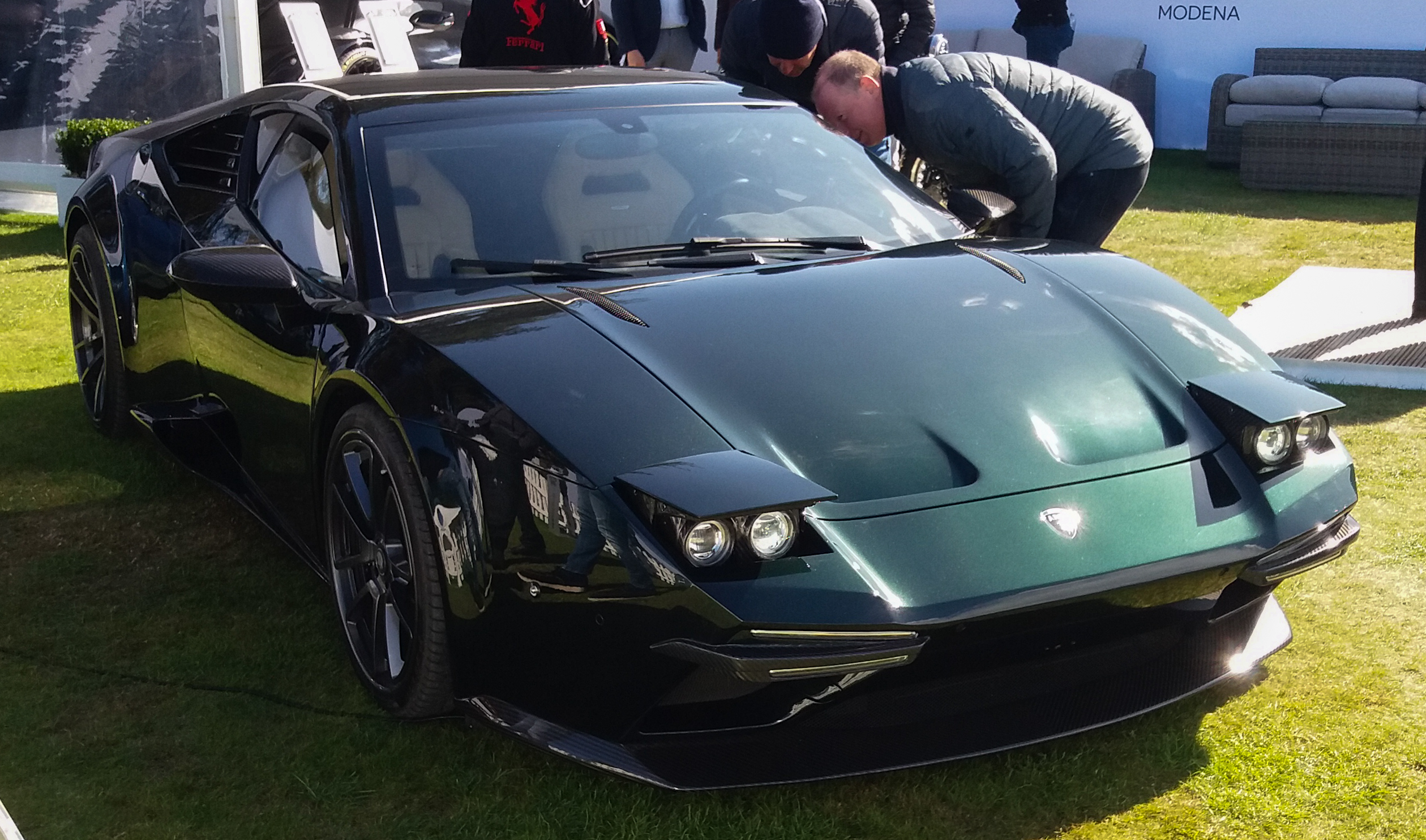
آرس دیزاین پروجکت۱

خودروساز ایتالیایی آرس دیزاین پروجکت۱ را در سال ۲۰۱۹ به عنوان یک تفسیر جدید از پانترا معرفی کرد که بر اساس شاسی لامبورگینی اوراکان است.